# Gerbillus latastei
Gerbillus latastei là một loài động vật có vú trong họ Chuột, bộ Gặm nhấm. Loài này được Thomas & Trouessart mô tả năm 1903.